# گمینا کونتسک
گمینا کونتسک (به لهستانی:  Gmina Koneck) یک گمینا در لهستان است که در شهرستان آلکساندروف واقع شده‌است. گمینا کونتسک ۶۸٫۱۳ کیلومتر مربع مساحت و ۳٬۳۶۸ نفر جمعیت دارد.